# Zoo di Wuppertal
Lo zoo di Wuppertal (in tedesco Zoo Wuppertal) è un giardino zoologico e parco faunistico istituito nel comune di Wuppertal in Germania, fondato nel 1879. Il parco copre un'area di circa 24 ettari.

## Alcuni animali presenti nello zoo

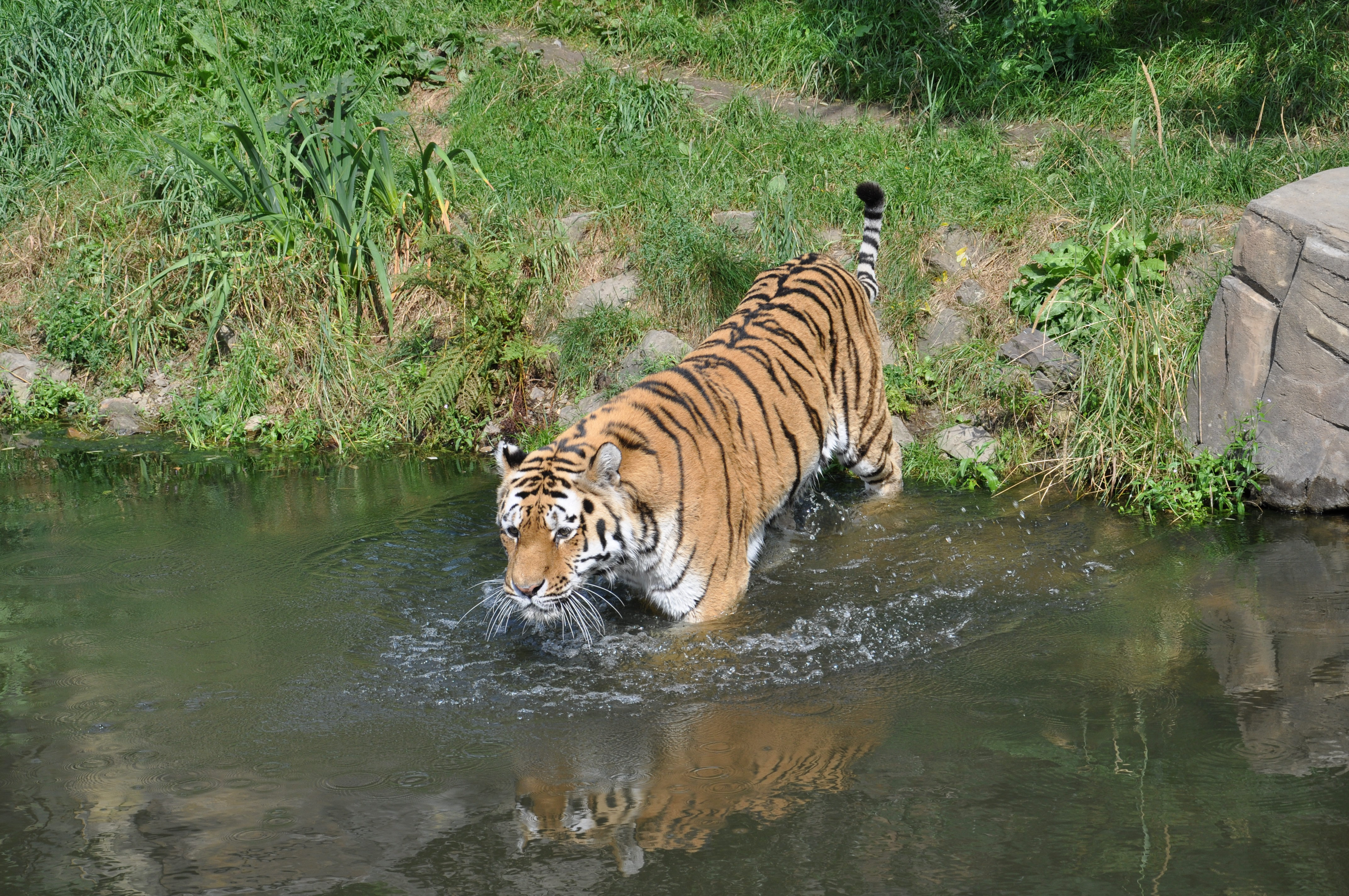
Tigre siberiana
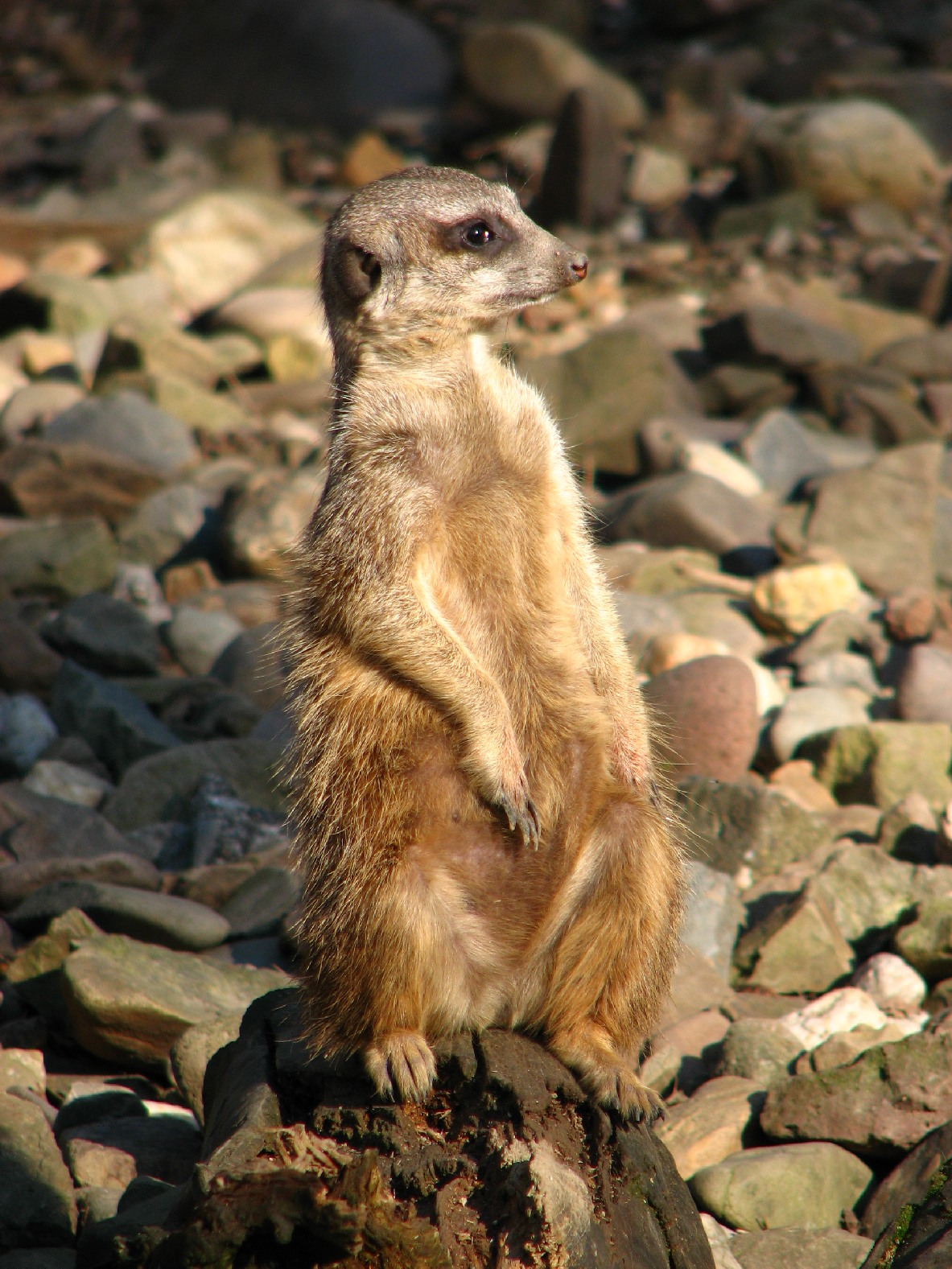
Suricato
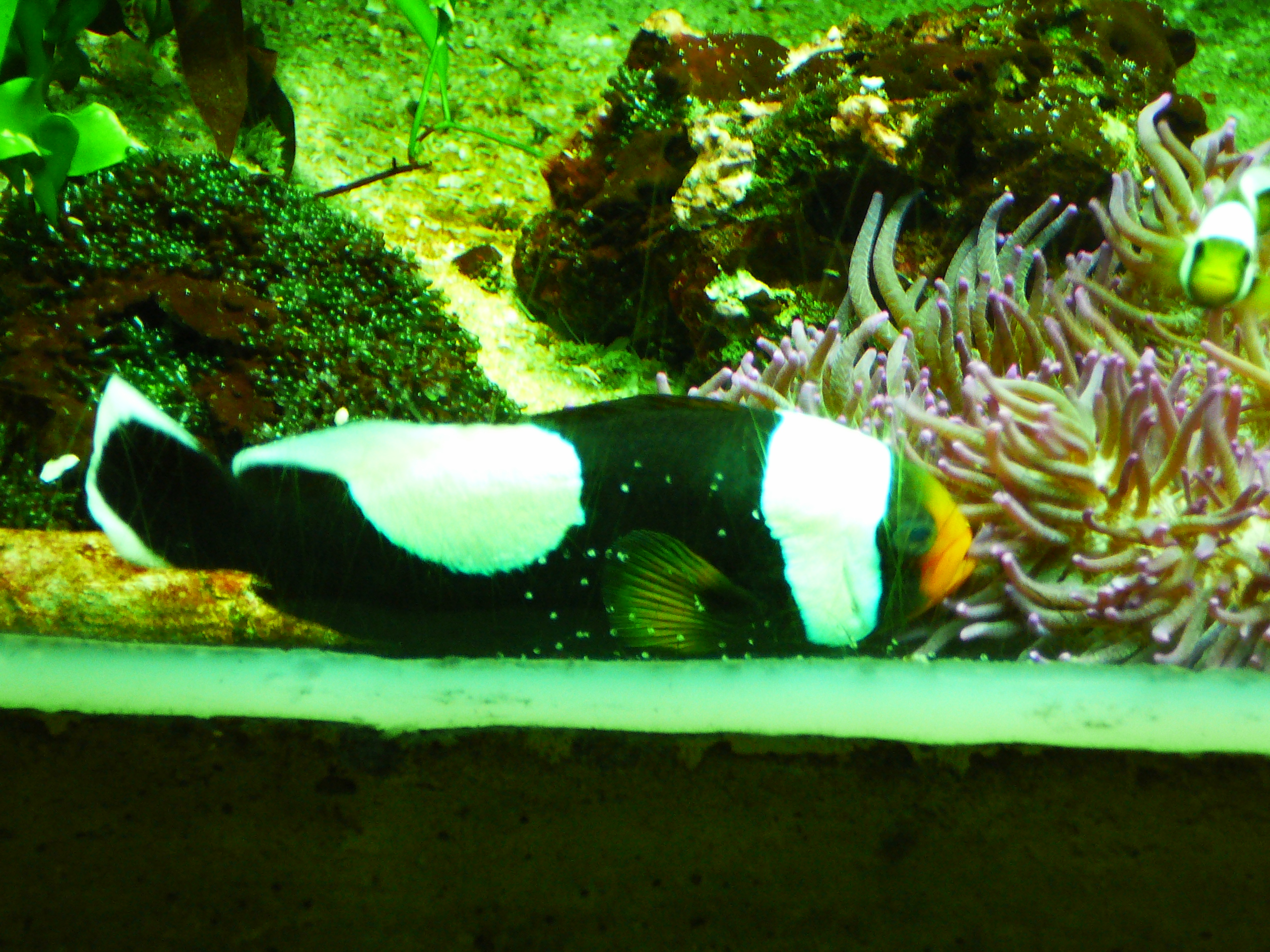
Pesce pagliaccio sellato
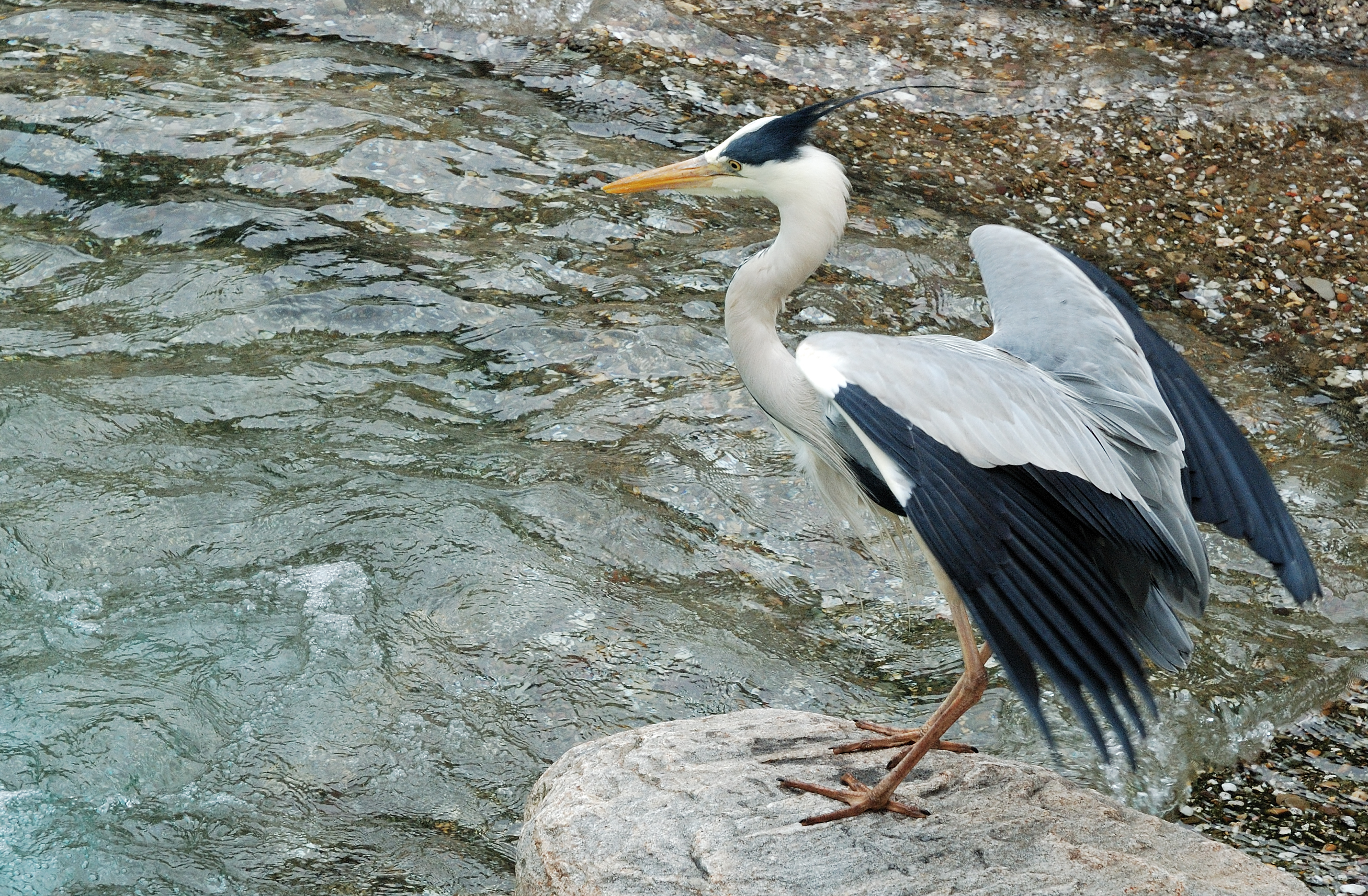
Airone cenerino